# Spodoptera synstictis
Spodoptera synstictis là một loài bướm đêm trong họ Noctuidae.